# إيسكالانتي
إيسكالانتي (يوتا) (بالإنجليزية: Escalante, Utah)‏ هي مدينة تقع في الولايات المتحدة في مقاطعة غارفيلد، يوتا. يقدر عدد سكانها بـ 783 نسمة ومساحتها 7.625 كم2 وترتفع عن سطح البحر 1,774 متر.

## التركيبة السكانية
حدّد مكتب تعداد الولايات المتحدة بيانات التركيبة السكانية لإيسكالانتي في تعداد الولايات المتحدة. في ما يلي، التركيبة السكانية حسب تعدادي 2000 و2010.

### تعداد عام 2000
بلغ عدد سكان إيسكالانتي 818 نسمة بحسب تعداد عام 2000، وبلغ عدد الأسر 304 أسرة وعدد العائلات 220 عائلة مقيمة في المدينة. في حين سجلت الكثافة السكانية 95.7 نسمة لكل كيلومتر مربع (247.9/ميل2). وبلغ عدد الوحدات السكنية 404 وحدة بمتوسط كثافة قدره 47.3 لكل كيلومتر مربع (122.5/ميل2).
وتوزع التركيب العرقي للمدينة بنسبة 93.89% من البيض و2.32% من الأمريكيين الأصليين و0.98% من الأمريكيين ذوي الأصول الآسيوية و0.24% من الأعراق الأخرى و2.57% من عرقين مختلطين أو أكثر و4.03% من الهسبانيون أو اللاتينيون من أي عرق.
بلغ عدد الأسر 304 أسرة كانت نسبة 35.9% منها لديها أطفال تحت سن الثامنة عشر تعيش معهم، وبلغت نسبة الأزواج القاطنين مع بعضهم البعض 63.2% من أصل المجموع الكلي للأسر، ونسبة 5.6% من الأسر كان لديها معيلات من الإناث دون وجود شريك،  بينما كانت نسبة 3.6% من الأسر لديها معيلون من الذكور دون وجود شريكة وكانت نسبة 27.6% من غير العائلات. تألفت نسبة 24% من أصل جميع الأسر من عدة أفراد يعيشون في نفس المنزل ونسبة 11.5% كانت تتألف من شخص يعيش بمفرده يبلغ من العمر 65 عاماً أو أكثر. وبلغ متوسط حجم الأسرة المعيشية 2.69، أما متوسط حجم العائلات فبلغ 3.22.
بلغ العمر الوسطي للسكان 36.1 عاماً. وكانت نسبة 31.2% من القاطنين تحت سن الثامنة عشر، وكانت نسبة 6% بين الثامنة عشر والرابعة والعشرين عاماً، ونسبة 25.3% كانت واقعةً في الفئة العمرية ما بين الخامسة والعشرين والرابعة والأربعين عاماً، ونسبة 22.6% كانت ما بين الخامسة والأربعين والرابعة والستين، ونسبة 14.9% كانت ضمن فئة الخامسة والستين عاماً فما فوق. يوجد لكل 100 أنثى 102.5 ذكر، ويوجد لكل 100 أنثى في الثامنة عشر من عمرها فما فوق 98.2 ذكر.
بلغ متوسط دخل الأسرة في المدينة 32,143 دولارًا، أما متوسط دخل العائلة فبلغ 35,500 دولارًا. وكان متوسط دخل الذكور 30,385 دولارًا مقابل 19,028 دولارًا للإناث. وسجل دخل الفرد الخاص بالمدينة 13,501 دولارًا. وكانت نسبة 7.3% من العائلات ونسبة 11.2% من السكان تحت خط الفقر، وكان من هؤلاء نسبة 10.8% تحت سن الثامنة عشر ونسبة 9% في الخامسة والستين من العمر وما فوق.

### تعداد عام 2010
بلغ عدد سكان إيسكالانتي 797 نسمة بحسب تعداد عام 2010، وبلغ عدد الأسر 334 أسرة وعدد العائلات 217 عائلة مقيمة في المدينة. في حين سجلت الكثافة السكانية 93.2 نسمة لكل كيلومتر مربع (241.4/ميل2). وبلغ عدد الوحدات السكنية 420 وحدة بمتوسط كثافة قدره 49.1 لكل كيلومتر مربع (127.2/ميل2).
وتوزع التركيب العرقي للمدينة بنسبة 95.36% من البيض و0.13% من الأمريكيين الأفارقة و2.13% من الأمريكيين الأصليين و0.50% من الأمريكيين ذوي الأصول الآسيوية و0.13% من سكان جزر المحيط الهادئ و1.51% من الأعراق الأخرى و0.25% من عرقين مختلطين أو أكثر و3.51% من الهسبانيون أو اللاتينيون من أي عرق.
بلغ عدد الأسر 334 أسرة كانت نسبة 24% منها لديها أطفال تحت سن الثامنة عشر تعيش معهم، وبلغت نسبة الأزواج القاطنين مع بعضهم البعض 57.2% من أصل المجموع الكلي للأسر، ونسبة 4.8% من الأسر كان لديها معيلات من الإناث دون وجود شريك،  بينما كانت نسبة 3% من الأسر لديها معيلون من الذكور دون وجود شريكة وكانت نسبة 35% من غير العائلات. تألفت نسبة 30.2% من أصل جميع الأسر من عدة أفراد يعيشون في نفس المنزل ونسبة 12% كانت تتألف من شخص يعيش بمفرده يبلغ من العمر 65 عاماً أو أكثر. وبلغ متوسط حجم الأسرة المعيشية 2.39، أما متوسط حجم العائلات فبلغ 3.03.
بلغ العمر الوسطي للسكان 44.9 عاماً. وكانت نسبة 22.1% من القاطنين تحت سن الثامنة عشر، وكانت نسبة 8.5% بين الثامنة عشر والرابعة والعشرين عاماً، ونسبة 19.6% كانت واقعةً في الفئة العمرية ما بين الخامسة والعشرين والرابعة والأربعين عاماً، ونسبة 32% كانت ما بين الخامسة والأربعين والرابعة والستين، ونسبة 17.8% كانت ضمن فئة الخامسة والستين عاماً فما فوق. وتوزع التركيب الجنسي للسكان بنسبة 52.2% ذكور و47.8% إناث.